# Davejean
Davejean (okzitanisch Davejan) ist eine französische Gemeinde mit 147 Einwohnern (Stand 1. Januar 2022) im Département Aude in der Region Okzitanien. Sie gehört zum Arrondissement Narbonne und zum Kanton  Les Corbières.

## Lage
Das Gemeindegebiet liegt zwar im Regionalen Naturpark Corbières-Fenouillèdes, die Gemeinde ist diesem jedoch nicht beigetreten.
Nachbargemeinden von Davejean sind Félines-Termenès im Nordosten, Maisons im Südosten, Laroque-de-Fa im Südwesten und Termes im Nordwesten.
Das Gebiet wird im Osten vom Flüsschen Libre durchquert.

## Bevölkerungsentwicklung
| Jahr      | 1962 | 1968 | 1975 | 1982 | 1990 | 1999 | 2013 |
| Einwohner | 196  | 144  | 131  | 112  | 130  | 116  | 116  |

## Sehenswürdigkeiten
- Kirche Saint-Saturnin

## Persönlichkeiten
- Olivier de Termes (um 1200–1274), Seigneur de Davejean
- Jean-Paul Dupré (* 1944), Abgeordneter in der Nationalversammlung